# De Steenforts
De Steenforts is het achtste en laatste album van de stripreeks De meesters van de gerst van Jean Van Hamme (scenario) en Francis Vallès (tekeningen).  De reeks vertelt in acht albums het verhaal van enkele generaties Belgische bierbrouwers. De strip werd voor het eerst uitgegeven in 1999 bij uitgeverij Glénat.

## Inhoud
In dit laatste album uit de reeks, een bundel losse episodes afgewisseld met tekst, wordt de hele geschiedenis van de Steenforts nogmaals verteld, maar dan door verschillende stemmen, waaronder de stem van de auteur, Jean Van Hamme.